# Real Sociedad San Sebastián (Frauenfußball)
Die Frauenabteilung des Fußballvereins Real Sociedad San Sebastián (offiziell: Real Sociedad de Fútbol) aus Spanien wurde 2004 gegründet spielt seit 2006 erstklassig.

## Geschichte

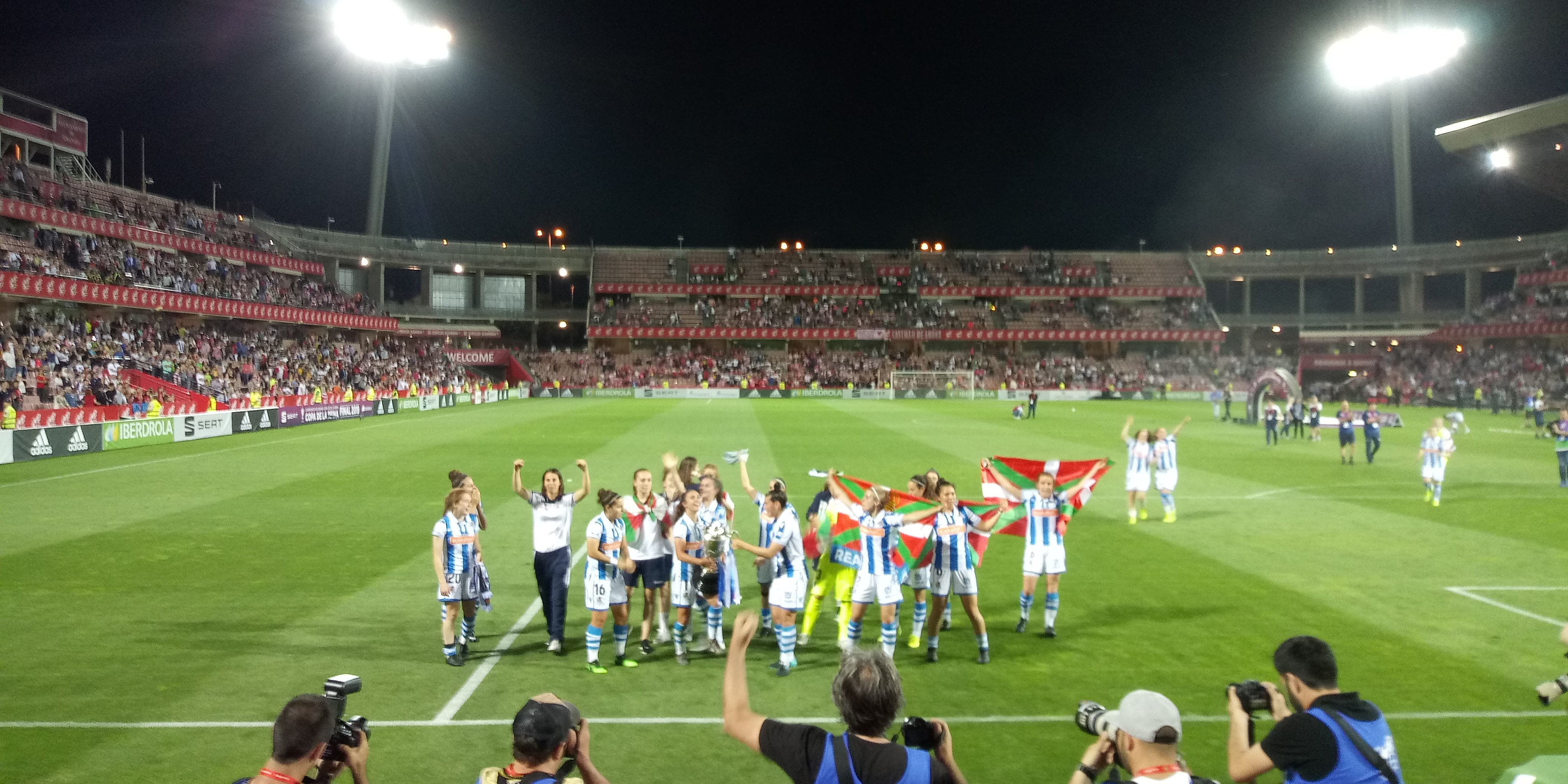
Real Sociedad nach dem Pokalfinale am 11. Mai 2019 in Granada.

In den ersten zwei Jahren nach der Gründung schaffte das Frauenteam von Real Sociedad den Durchmarsch von der Regionalliga in die Primera División Femenina. Wie bei den Männern stellt der Club auch bei den Frauen die zweite Kraft im Baskenland hinter seinem Rivalen Athletic Club aus Bilbao dar. Im Baskenderby der Ligarückrunde 2018/19 (Endstand 2:2) war Real am 10. Februar 2019 der Gastgeber der Rekordkulisse von 21.234 Zuschauern im Estadio Anoeta.
Den bis dato größten Titelerfolg erreichten die Spielerinnen mit dem Gewinn der Copa de la Reina der Saison 2018/19, durch einen 2:1-Sieg im Finale gegen die favorisierten Spielerinnen von Atlético Madrid am 11. Mai 2019 im Estadio Nuevo Los Cármenes von Granada. Die zwei Tore zum Sieg erzielten Kiana Palacios und Nahikari García nach dem zwischenzeitlichen 0:1-Rückstand.
Am 30. Mai 2020 trat Natalia Arroyo die Nachfolge von Cheftrainer Gonzalo Arconada an. Unter ihrer Leitung gelang dem baskischen Team in der Saison 2021/22 die bis dato beste Ligaspielzeit in der Geschichte der Abteilung, als man mit 21 Siegen aus 30 Partien auf Platz 2 der Primera División landete. In der Konsequenz nahm La Real zum ersten Mal an der UEFA Women’s Champions League teil, scheiterte jedoch in der Qualifikation am FC Bayern München.

## Erfolge
| Spanischer Pokal | (1×): | 2019             |
| Baskenlandpokal  | (3×): | 2012, 2019, 2022 |